# فیرفکس (مینه‌سوتا)
فیرفکس، مینه‌سوتا (به انگلیسی: Fairfax, Minnesota) یک شهر در ایالات متحده آمریکا است که در شهرستان رنویل واقع شده‌است.

## خصوصیات
فیرفکس ۳٫۳۷ کیلومترمربع مساحت و ۱٬۲۳۵ نفر جمعیت دارد و ۳۱۵ متر بالاتر از سطح دریا واقع شده‌است.